# Maine de Biran

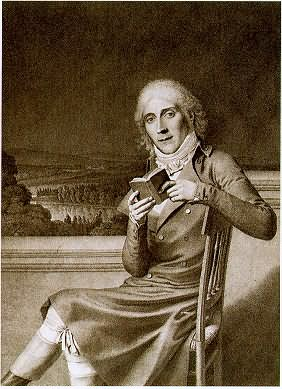
Maine de Biran

Marie-François-Pierre-Gonthier Maine de Biran (ur. 29 listopada 1766 w Bergerac, zm. 20 lipca 1824 w Paryżu) – francuski filozof, znany jako Maine de Biran. Jego idee wywarły wpływ na kształtowanie się światopoglądu Henriego Bergsona.

## Życiorys
Z zawodu był wojskowym oraz politykiem. Z racji wątłego zdrowia, często zmieniał tryb życia oraz wykonywaną pracę. Podczas rewolucji francuskiej w 1789 roku został ranny i porzucił służbę wojskową. Osiedlił się w podmiejskim folwarku, gdzie mógł się oddać swojej filozoficznej pasji. Obok spokojnie mijającego życia na wsi, wciąż próbował powrócić do polityki. W 1795 roku wstąpił do administracji i wkrótce został członkiem Rady Pięciuset. Jednak Dyrektoriat unieważnił jego mandat, z powodu wystąpień przeciwko terrorowi. Został zmuszony powrócić do spokojnego życia wiejskiego. W 1806 spróbował jeszcze raz wrócić do polityki, co udało mu się dokonać. Ponownie został członkiem Parlamentu, porzucił wiejskie życie i od 1812 roku zamieszkał na stałe w Paryżu.
Kiedy Burbonowie przejęli władzę, został radcą stanu.
Choć mocno zaangażował się w działalność polityczną, nie porzucił filozofii i to ona przyniosła mu pośmiertną sławę. Pisał dużo, ale głównie do szuflady, swoich prac nie ogłaszał.

## Dzieła opublikowane
Za jego życia wszystkie pozostały w rękopisie, z wyjątkiem jednej rozprawy o przyzwyczajeniu. Po śmierci Maine de Biran, 4 tomy jego rękopisów wydał Victor Cousin w 1841 roku, a nowe 3 tomy Ernest Naville w 1859 roku.
Najważniejsze poglądy filozofa zostały zawarte w Science et psychologie Alexisa Bertranda w 1887 roku. Szereg drobnych rozpraw wydał Pierre Tisserand w 1906, a w setną rocznicę śmierci filozofa ukazał się jego dziennik Journal intime w czasopiśmie naukowym Revue de métaphysique et de morale.

## Poglądy Maine de Birana
Wyszedł z panującej w tej czasie szkoły francuskich ideologów. Uczył się od Condillaca, przyjaźnił się z Cabanisem i Destuttem de Tracy. Podobnie jak oni przeszedł z tradycji kantowskiej do metafizyki idealistycznej i spirytualizmu. Swoimi poglądami wywarł wpływ na następne pokolenie spirytualistów francuskich, Victora Cousina i Felixa Ravaissona-Molliena.

### Świadomość jaźni
Maine de Biran fascynował ludzki umysł i pragnął przeprowadzić jego dokładną analizę. Odkrył, że ludzki umysł nie jest tylko biernym odbiorcą wrażeń, ale że bezpośrednio doświadcza i na podstawie tego buduje własne spostrzeżenia, co przemawia za właściwościami aktywnymi umysłu. Dzięki tej aktywności, jesteśmy w stanie odebrać, za pomocą cielesnych i psychicznych wrażeń, świadomość własnego istnienia. W ten sposób wiemy, że jesteśmy sami dla siebie, a nie tylko przedmiotem takim jak każdy inny.

### Wewnętrzne doświadczenie
Świadomość własnej jaźni nie podlega analizie, ponieważ jest faktem pierwotnym, tak jak uznawał to Kartezjusz, lecz w przeciwieństwie do niego, francuski filozof doszedł do tego bez zbędnego założenia cogito ergo sum. Wystarczy sam fakt, że myślimy i on traktowany jako doświadczenie wewnętrzne świadczy, że istniejemy. Za bezpośrednie doświadczenie odpowiada zmysł wewnętrzny, odrębny od zmysłu zewnętrznego (który jest odpowiedzialny za doświadczenia zewnętrzne). Zmysł wewnętrzny zyskał nazwę sens intime.
Poprzez analizę psychologiczną przeprowadzoną na sobie, Maine de Biran doszedł do metafizyki konkretnej jaźni, odrzucając pesymizm empirystów, że samych siebie zbadać i poznać nie można.

### Pierwotny fakt doświadczenia
Według sensualistów to wrażenia były odpowiedzialne za wewnętrzne doświadczenia, a Maine de Birana uznał, że to dzięki wysiłkowi możemy doświadczać siebie i świat zewnętrzny. Wysiłek pojmował jako termin składający się z woli i oporu. Nie ma wysiłku, gdzie nie ma woli, ale nie ma go też, gdzie nie ma oporu. Dlatego pierwotnym faktem poczucia naszego istnienia jest poczucie aktywności woli. Więc nie "myślę, więc jestem", ale "chcę, więc jestem". Kiedy wola nasza napotyka opór, oznacza to że zbliżyliśmy się do granicy jaźni. Jeżeli jaźń posiada granicę, to po to by oddzielać świat wewnętrzny od zewnętrznego. Fakt wysiłku jest źródłem poznania podmiotu, przedmiotów i świata zewnętrznego.

### Poznanie świata zewnętrznego
Wiedza o świecie wynika z pierwotnego faktu doświadczenia wewnętrznego. Z bezpośrednio danego nam doświadczenia wewnętrznego przenosimy pojęcia na świat zewnętrzny, który możemy znać jedynie pośrednio. Przyczyny zewnętrzne zostają wytworzone z poczucia własnej aktywności umysłu. Z poczucia istnienia jaźni, wywodzą się wszystkie idee pierwotne, jak przyczyna, jedność, tożsamość, substancja.
Taka analiza psychologiczna zaprowadziła Maine'a de Birana do metafizyki spirytualistycznej, że z własnej jaźni poznajemy prawdziwe istnienie świata. Jednak był ostrożny w twierdzeniu, że poznanie może być całkowite. Kładł nacisk na jego względność, ulegając wpływom swojego przyjaciela, fizyka Ampère'a.
Od metafizycznego pojmowania świata przeszedł do religijnego, uznając że związek naszego umysłu z Bogiem jest "prawdziwym faktem psychologicznym, a nie tylko faktem wiary".